# 羽後大森駅
羽後大森駅（うごおおもりえき）は、秋田県平鹿郡大森町町田（現・横手市大森町町田）にあった羽後交通横荘線（旧・横荘鉄道）の駅（廃駅）である。横荘線の部分廃線に伴い1969年（昭和44年）6月15日に廃駅となった。

## 歴史
- 1920年（大正9年）3月24日：横荘鉄道舘合駅 - 当駅間延伸開通に伴い開業[1][2][3][4]。一般駅[4]。
- 1928年（昭和3年）11月1日：当駅 - 二井山駅間延伸開通に伴い中間駅となる[1][2][3][5]。
- 1944年（昭和19年）6月1日：鉄道会社名を羽後鉄道に改称。路線名を横荘線に制定。それに伴い羽後鉄道横荘線の駅となる[1][2][5]。
- 1947年（昭和22年）7月23日：豪雨による路盤及び橋脚損壊により横荘線全区間運休、当駅も営業休止となる[3][6]。
- 1948年（昭和23年）11月8日：運休区間（舘合駅 - 老方駅間）が復旧、当駅も営業再開となる[3][6]。
- 1952年（昭和27年）2月15日：鉄道会社名を羽後交通に改称。それに伴い羽後交通横荘線の駅となる[1][2][3][5]。
- 1965年（昭和40年）
  - 7月9日：水害による雄物川橋梁橋脚洗掘により舘合駅 - 二井山駅間運休、当駅も営業休止となる[7][3]。
  - 10月21日：舘合駅 - 二井山駅間が正式に営業休止となり、当駅も休止駅となる[3]。
- 1966年（昭和41年）6月15日：舘合駅 - 二井山駅間部分廃線に伴い廃止となる[1][2][3][5]。

## 駅構造
廃止時点で、島式ホーム1面2線を有する地上駅で、列車交換可能な交換駅であった。そのほか側線として、南側本線横手方から南西に分岐し末端部に車庫を有する行き止りの車庫線を1線と、北側本線横手方から北に分岐し、分岐後に2線に分かれ駅舎東側に至る行き止りの側線を有していた。
職員配置駅となっていた。駅舎は構内の北西側に位置し、ホーム西側とを結ぶ構内踏切で連絡した。
列車交換の通標は沼館駅 - 当駅間は「△」、当駅 - 二井山駅間は「□」であった。

## 駅周辺
旧・大森町の中心駅であったが、町中心地から南に外れた場所に位置した。
- 秋田県道36号大曲大森羽後線
- 秋田県道29号横手大森大内線
- 大森町役場 - 現・横手市役所大森地域局。
- 大森図書館 - 現・横手市立大森図書館。
- 大森郵便局
- 大森町立大森小学校 - 現・横手市立大森小学校。
- 山下太郎記念館
- 雄物川

## 駅跡
1999年（平成11年）時点では、JA秋田ふるさと大森支所の附近と推定出来たが、建物や道路が新しくなっており場所の特定は難しい状況であった。2007年（平成19年）5月時点では近隣の農家の作業所になっていた。
また、2007年（平成19年）5月時点では、雄物川岸から当駅跡附近までの線路跡は堤防から続く築堤が若干残存していた。
雄物川橋梁は、1996年（平成8年）時点では、橋脚は発破により取り壊されてしまっていたが、羽後大森方には橋台と丸い橋脚の基礎が中州に残存していた。1999年（平成11年）時点、2010年（平成22年）時点でも同様であった。発破による橋脚の撤去は河川改修のためであった。

## 隣の駅
羽後交通
横荘線
舘合駅 - 羽後大森駅 - 八沢木駅
かつて当駅と八沢木駅との間に上溝駅が存在した（1931年（昭和6年）8月21日開業、廃止年月日不詳（1964年（昭和39年）以前））。